# Klaus Florian Vogt

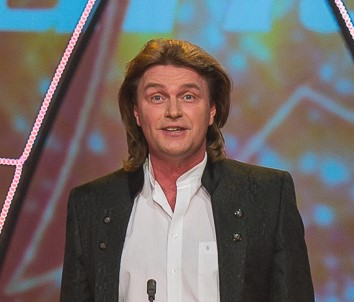
Klaus Florian Vogt (2015)

Klaus Florian Vogt (* 12. April 1970 in Heide, Holstein) ist ein deutscher Opernsänger (jugendlicher Heldentenor), der insbesondere als Lohengrin große Erfolge feiert.

## Leben
Klaus Florian Vogt studierte zunächst Horn und war nach seiner Diplomprüfung 1988–1997 als Hornist im Philharmonischen Staatsorchester Hamburg tätig. Währenddessen studierte er Gesang an der Musikhochschule Lübeck und erhielt 1997 ein Engagement am Landestheater Flensburg. 1998 wechselte Vogt an die Dresdner Semperoper, wo er unter anderem von dem damaligen Generalmusikdirektor Giuseppe Sinopoli gefördert wurde. Zunächst war er lyrischer Tenor, erweiterte aber sein Repertoire über den Tamino in Mozarts Zauberflöte auf  dramatischere Partien wie den Hans in Smetanas Verkaufter Braut und Matteo in Richard Strauss’ Arabella.
Einen Durchbruch bedeutete für Vogt das Rollendebüt als Lohengrin am Theater Erfurt im Jahr 2002. Mit dieser Partie gastiert er seitdem in der ganzen Welt an großen Opernhäusern, zum Beispiel an der Metropolitan Opera (Debüt 2006), dem Royal Opera House, der Mailänder Scala und der Wiener Staatsoper. Seitdem erweiterte er sein Repertoire um weitere Partien des Heldentenor-Fachs, wie Stolzing in Wagners Meistersingern von Nürnberg, die Titelrolle in Parsifal und mit großem Erfolg auch die Partien des Siegfried in Siegfried und Götterdämmerung am Opernhaus Zürich (2023). Seit 2003 ist Vogt als freischaffender Künstler tätig.
2007 gab er sein Debüt als Stolzing bei den Bayreuther Festspielen. Seitdem war er dort mehrfach als Lohengrin und Parsifal zu hören.
Vogt wirkt zudem international als Konzert- und Liedsänger, wobei er auch bei Festspielen wie den Salzburger Festspielen, dem Schleswig-Holstein Musikfestival oder in Tanglewood gastierte. Zu seinem Repertoire zählen unter anderem Werke von Beethoven (9. Sinfonie und Missa Solemnis), Mahler (8. Sinfonie und Das Lied von der Erde) Dvořáks Requiem op. 89 oder Das Lied von der Glocke von Max Bruch sowie Lieder von zum Beispiel Franz Schubert (z. B. Die Schöne Müllerin, Winterreise), Gustav Mahler (Des Knaben Wunderhorn), Richard Strauss und Johannes Brahms.
Klaus Florian Vogt lebt mit seiner Frau Silvia und den gemeinsamen vier Söhnen in Bayreuth.

## Auszeichnungen
- 2002: Christel-Goltz-Preis
- 2008: Kunstpreis des Landes Schleswig-Holstein
- 2012: Echo Klassik in der Sparte Sänger des Jahres für die CD Helden[4]
- 2013: Kulturpreis des Kreises Dithmarschen
- 2019: Ehrentitel Hamburger Kammersänger
- 2025: Oper! Awards in der Kategorie Bester Sänger[5]

## Opernrepertoire (Auswahl)
- Beethoven: Florestan in Fidelio
- Berg: Alwa in Lulu
- Berlioz: Faust in La damnation de Faust
- Bizet: Don José in Carmen
- Chausson: Lancelot in Le roi Arthus
- Dvořák: Prinz in Rusalka
- Humperdinck: Königssohn in Königskinder
- Janáček: Boris Grigorjevic in Katja Kabanowa
- Korngold: Paul in Die tote Stadt
- Mozart: Titus in La clemenza di Tito
- Mozart: Titelrolle in Idomeneo
- Mozart: Tamino in Die Zauberflöte
- Mussorgski: Andrej Chowanski in Chowanschtschina
- Offenbach: Hoffmann in Les Contes d’Hoffmann
- Puccini: Cavaradossi in Tosca
- Smetana: Hans in Die verkaufte Braut
- Richard Strauss: Matteo in Arabella
- Richard Strauss: Bacchus in Ariadne auf Naxos
- Richard Strauss: Kaiser in Die Frau ohne Schatten
- Wagner: Erik in Der fliegende Holländer
- Wagner: Titelrolle in Tannhäuser
- Wagner: Titelrolle in Lohengrin
- Wagner: Stolzing in Die Meistersinger von Nürnberg
- Wagner: Titelrolle in Parsifal
- Wagner: Loge in Das Rheingold
- Wagner: Siegmund in Die Walküre
- Wagner: Titelrolle in Siegfried
- Wagner: Siegfried in Götterdämmerung
- Wagner: Tristan in Tristan und Isolde
- von Weber: Adolar von Nevers in Euryanthe
- von Weber: Max in Der Freischütz
- Weinberger: Babinsky in Schwanda, der Dudelsackpfeifer

## Diskografie (Auswahl)
- Ludwig van Beethoven: 9. Symphonie / Jörg Riedlbauer: Freudenstadt. Mit u. a. Annegeer Stumphius, Claudia Schneider, Simon Pauly, Baden-Badener Philharmonie, Dirigent: Mark Mast (Schwarzwald Musikfestival; 1999)
- Max Bruch: Das Lied von der Glocke. Mit Eleonore Marguerre, Annette Markert, Mario Hoff, Philharmonischer Chor Prag, Staatskapelle Weimar, Dirigent: Jac van Steen (cpo; 2005)
- Gustav Mahler: Das Lied von der Erde. Mit Christian Gerhaher, Orchestre Symphonique de Montréal, Dirigent: Kent Nagano (Sony Classical; 2009)
- Dvorák: Requiem / Symphony No. 8. Mit Krassimira Stojanowa, Mihoko Fujimura, Thomas Quasthoff, Wiener Singverein, Concertgebouw-Orchester  Dirigent: Mariss Jansons (RCO Live; 2009)
- Engelbert Humperdinck: Königskinder. Mit u. a. Juliane Banse, Christian Gerhaher, Gabriele Schnaut, Andreas Hörl, Rundfunkchor Berlin, Deutsches Symphonie-Orchester Berlin, Dirigent: Ingo Metzmacher (Crystal Classics; 2011)
- Helden. Werke von C. M. v. Weber, Wagner, Mozart, Korngold u. a. Mit dem Orchester der Deutschen Oper Berlin, Dirigent: Peter Schneider (Sony Classical; 2012)
- Richard Wagner: Lohengrin. Mit u. a. Annette Dasch, Günther Groissböck, Gerd Grochowski, Rundfunk-Sinfonieorchester Berlin, Dirigent: Marek Janowski (PentaTone Classics; 2012)
- Klaus Florian Vogt: Wagner. Bamberger Symphoniker, Dirigent: Jonathan Nott (Sony Classical; 2013)
- Klaus Florian Vogt: Favorites. Werke von u. a. Lehár, Sieczyński, Stolz, Kálmán, Bernstein. Münchner Rundfunkorchester, Dirigent: Gerrit Prießnitz (Sony Classical; 2014)
- Franz Schmidt: Das Buch mit sieben Siegeln. Mit u. a. Georg Zeppenfeld, Inga Kalna, Bettina Ranch, NDR Chor, Staatschor Latvija, Philharmoniker Hamburg, Dirigentin: Simone Young (Oehms; 2014)
- Walter Braunfels: Orchestral Songs Vol. 1. Mit Valentina Farcas, Michael Volle, Staatskapelle Weimar, Dirigent: Hansjörg Albrecht (Oehms Classics; 2016)
- Richard Wagner: Die Meistersinger von Nürnberg. Mit u. a. Franz Hawlata, Artur Korn, Michael Volle, Norbert Ernst, Michaela Kaune, Carola Guber, Chor und Orchester der Bayreuther Festspiele, Dirigent: Sebastian Weigle, Live-Aufnahme der Bayreuther Festspiele 2008 (Opus Arte; 2018)

- Beethoven: Symphonie Nr. 9. Mit Lucy Crowe, Gerhild Romberger, Günther Groissböck, Wiener Singverein, Wiener Philharmoniker, Dirigent: Andris Nelsons (Deutsche Grammophon; 2018)
- Mozart: Die Zauberflöte. Mit u. a. Franz-Josef Selig, Albina Shagimuratova, Christiane Karg, Rolando Villazón, Chamber Orchestra of Europe, Dirigent: Yannick Nézet-Séguin (Deutsche Grammophon; 2019)
- Korngold: Die tote Stadt. Mit u. a. Camilla Nylund, Markus Eiche,   Chor und Orchester der Finnischen Nationaloper, Dirigent: Mikko Franck, Aufnahme aus dem Jahr 2010 (Opus Arte; 2022)